# Metasesostris armatus
Metasesostris armatus is een hooiwagen uit de familie Assamiidae.